# Селе при Полскави
Селе при Полскави (словен. Sele pri Polskavi) је насељено место у општини Словенска Бистрица, Подравска регија, Словенија.

## Историја
До територијалне реорганизације у Словенији било је у саставу старе општине Словенска Бистрица.

## Становништво
У попису становништва из 2011. године, Селе при Полскави је имало 168 становника.
| Број становника према пописима | Број становника према пописима | Број становника према пописима |
| ------------------------------ | ------------------------------ | ------------------------------ |
| 1991                           | 2002                           | 2011                           |
| 183                            | 181                            | 168                            |

Напомена: До 1955. исказивано под именом Селе.